# Kenknightia
Kenknightia is een muggengeslacht uit de familie van de steekmuggen (Culicidae).

## Soorten
- K. dissimilierodes (Dong, Zhou & Dong, 2002)
- K. dissimilis (Leicester, 1908)
- K. gaffigani (Reinert, 1990)
- K. harbachi (Reinert, 1990)
- K. karwari (Barraud, 1924)
- K. lerozeboomi (Reinert, 1990)
- K. leucomeres (Giles, 1904)
- K. litwakae (Reinert, 1990)
- K. luzonensis (Rozeboom, 1946)
- K. paradissimilis (Rozeboom, 1946)
- K. pecori (Reinert, 1990)
- K. wilkersoni (Reinert, 1990)